# Sauvagney
Sauvagney – miejscowość i gmina we Francji, w regionie Burgundia-Franche-Comté, w departamencie Doubs.
Według danych na rok 1990 gminę zamieszkiwało 148 osób, a gęstość zaludnienia wynosiła 37 osób/km² (wśród 1786 gmin Franche-Comté Sauvagney plasuje się na 596. miejscu pod względem liczby ludności, natomiast pod względem powierzchni na miejscu 885.).